# Hedi Kriegeskotte

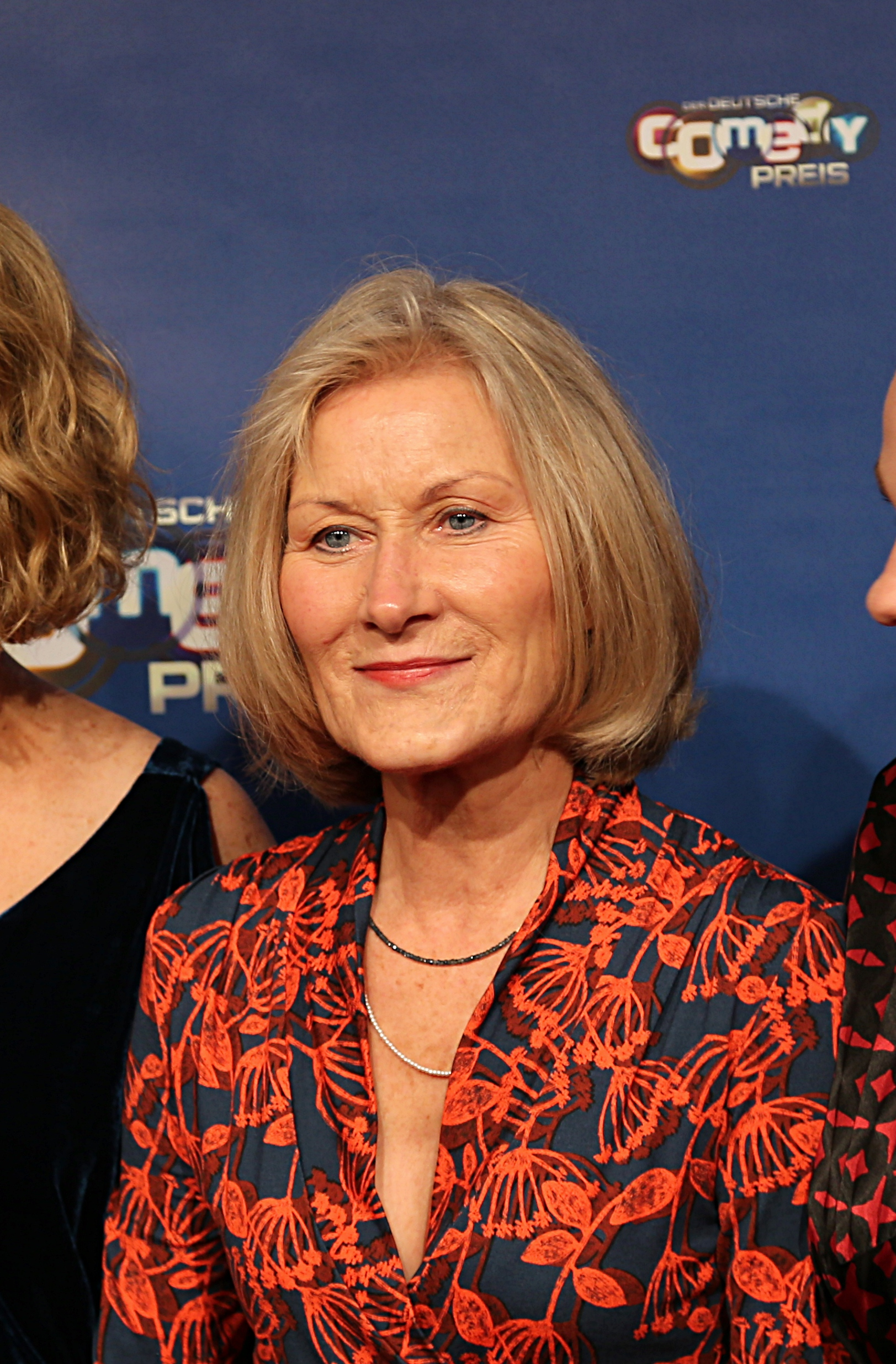
Hedi Kriegeskotte

Hedi Kriegeskotte (* 1949 in Oberhausen) ist eine deutsche Schauspielerin und Hörspielsprecherin.

## Leben
Nach ihrer schauspielerischen Ausbildung von 1968 bis 1972 an der Hochschule für Musik und Theater Hannover hatte Hedi Kriegeskotte zahlreiche längere Engagements an bekannten deutschen Theatern. Von 1978 bis 1986 wirkte sie am Nationaltheater Mannheim, danach spielte sie von 1986 bis 1993 am Schauspielhaus Bochum. Weitere Stationen ihrer Bühnenlaufbahn waren von 1993 bis 2005 das Württembergische Staatstheater Stuttgart und von 2005 bis 2013 das Deutsche Schauspielhaus in Hamburg. Seit 2013 war Kriegeskotte unter anderem am Theater Heidelberg, am Schauspiel Leipzig, am Münchner Residenztheater sowie erneut am Bochumer Schauspielhaus verpflichtet. Bekannte Rollen waren der Pater Lorenzo in Shakespeares Romeo und Julia, Geesche Gottfried in Bremer Freiheit von Rainer Werner Fassbinder, die Winnie in Becketts Glückliche Tage oder Fräulein Rasch in Franz Xaver Kroetz’ Einpersonenstück Wunschkonzert. Von der Fachzeitschrift Theater heute erhielt sie zwei Nominierungen zur Schauspielerin des Jahres.
Während ihrer Zeit am Staatstheater Stuttgart hatte Kriegeskotte einen Lehrauftrag an der dortigen Staatlichen Hochschule für Musik und Darstellende Kunst. In Hamburg unterrichtete sie am Schauspielstudio Frese.
Ende der 1980er Jahre begann Hedi Kriegeskotte ihre umfangreiche Tätigkeit für Film und Fernsehen. Nachdem sie zunächst mit Drei D, Allein unter Frauen, Kleine Haie und Der bewegte Mann in Filmen von Sönke Wortmann zu sehen war, übernahm sie später Gastrollen in Serien wie Pastewka, Notruf Hafenkante, SOKO Wismar oder SOKO Stuttgart sowie in einigen Tatort-Folgen.
Seit 1979 ist Kriegeskotte außerdem eine vielbeschäftigte Sprecherin in Hörfunk- und Hörbuchproduktionen. So wirkte sie u. a. in zwei Folgen der Reihe Düsse Petersens und in Hörspielfassungen von Kleiner Mann – was nun? nach dem gleichnamigen Roman von Hans Fallada und Daniel Kehlmanns Die Vermessung der Welt mit.

## Filmografie (Auswahl)
- 1988: Drei D
- 1990: Tatort: Rendezvous (Fernsehreihe)
- 1991: Allein unter Frauen
- 1992: Kleine Haie
- 1994: Der bewegte Mann
- 1995: Balko (Fernsehserie, Folge Bon Voyage)
- 1996: Tatort: Schlaflose Nächte
- 1997: Eine Herzensangelegenheit
- 1998: 23 – Nichts ist so wie es scheint
- 1998: Das merkwürdige Verhalten geschlechtsreifer Großstädter zur Paarungszeit
- 1999: Oi!Warning
- 2001: Lammbock – Alles in Handarbeit
- 2003: Was nicht passt, wird passend gemacht (Fernsehserie, Folge Gefeuert!)
- 2007: Pastewka (Fernsehserie, Folge Die rätselhafte Elsa)
- 2007: Für den unbekannten Hund
- 2007, 2011: Notruf Hafenkante (Fernsehserie, 2 Folgen)
- 2008: Die Brücke
- 2008: Morgen, ihr Luschen! Der Ausbilder-Schmidt-Film
- 2011: Heiter bis tödlich: Nordisch herb (Fernsehserie, 2 Folgen)
- 2012: SOKO Wismar (Fernsehserie, Folge Dickes Mädchen)
- 2012: Mann tut was Mann kann
- 2013: SOKO Stuttgart (Fernsehserie, Folge Zu viel des Guten)
- 2013: Ein weites Herz – Schicksalsjahre einer deutschen Familie (Fernsehfilm)
- 2013: Kleine Schiffe (Fernsehfilm), Regie: Matthias Steurer
- 2014: Morden im Norden (Fernsehserie, Folge Gevatter Tod)
- 2015: Bloß kein Stress (Fernsehfilm)
- 2015: Das Romeo-Prinzip (Fernsehfilm)
- 2015: Tod eines Mädchens (Fernsehzweiteiler, Teil 1)
- 2015: Tatort: Der Irre Iwan (Fernsehreihe)
- 2016: Das Mädchen aus dem Totenmoor (Fernsehfilm)
- 2016: Neben der Spur – Amnesie (Fernsehreihe)
- 2016, 2020: SOKO Köln (Fernsehserie, Folgen Hammerfrauen, Tod eines Elefanten)
- 2016: Die letzte Reise (Fernsehfilm)
- 2016: Der Urbino-Krimi: Die Tote im Palazzo (Fernsehreihe)
- 2017: Die Lebenden und die Toten – Ein Taunuskrimi (Fernsehreihe)
- 2017: Tatort: Der Fall Holdt (Fernsehreihe)
- 2017: Nord Nord Mord – Clüver und der König von Sylt (Fernsehreihe)
- 2017: Die Kanzlei (Fernsehserie, Folge Mit harter Hand)
- 2017: Vorwärts immer!
- 2017–2021: Magda macht das schon! (Fernsehserie)
- 2017–2020: Professor T. (Fernsehserie)
- 2018: SOKO Leipzig (Fernsehserie, Folge Der Fall Wendt)
- 2018: Stralsund: Waffenbrüder (Fernsehreihe)
- 2018: Der Junge muss an die frische Luft
- 2019: Rocca verändert die Welt
- 2020: In aller Freundschaft (Fernsehserie, Folge Schmerzhafte Vergangenheit)
- 2021: Tatort: Tödliche Flut (Fernsehreihe)
- 2021: Der Staatsanwalt (Fernsehserie, Folge Blutige Vergangenheit)
- 2021: Nestwochen
- 2021: Nahschuss
- 2021: Bring mich nach Hause (Fernsehfilm)
- 2021: Das Leben ist kein Kindergarten – Umzugschaos (Fernsehreihe)
- 2022: Wilsberg: Gene lügen nicht
- 2022: Sarah Kohr – Geister der Vergangenheit
- 2022: Der Räuber Hotzenplotz
- 2023: Das Leben ist kein Kindergarten – Vaterfreuden (Fernsehreihe)
- seit 2023: Dr. Nice (Fernsehreihe)
- 2023: Der Kommissar und der See – Narrenfreiheit (Fernsehreihe)
- 2023: Mord oder Watt? – Ebbe im Herzen (Fernsehreihe)
- 2024: Wendland – Stiller und das große Schweigen (Krimireihe)
- 2024: Mord oder Watt? – Für Immer Matjes (Fernsehreihe)
- 2024: Grüße vom Mars

## Hörspiele
- 1979: Das Leben ein Test – Der Test ein Leben – Regie: Andreas Weber-Schäfer
- 1979: Der Mantel Vergissmeinnicht – Regie: Andreas Weber-Schäfer
- 1980: Das große Tierparadies des Jonathan Smith – Regie: Andreas Weber-Schäfer
- 1981: Bruder Feind – Regie: Andreas Weber-Schäfer
- 1982: Mord auf Menorca – Regie: Heiner Schmidt
- 1983: Goldhähnchen – Regie: Raoul Wolfgang Schnell
- 1984: Die Killerkinder – Regie: Andreas Weber-Schäfer
- 1985: Heduda auf dem Pflaumenbaum – Regie: Norbert Schaeffer
- 1986: Reisestimmen – Regie: Raoul Wolfgang Schnell
- 1988: Falsche Fünfziger – Regie: Sigurd König
- 1994: Die Nebelkrähe – Regie: Andreas Weber-Schäfer
- 1995: Die Stimme des Herrn Gasenzer – Regie: Hans-Peter Bögel
- 1996: Durch einen Spiegel, in einem dunklen Wort – Regie: Hartmut Kirste
- 1996: Zorro – Regie: Alexander Schuhmacher
- 1998: Jeder auf eigenes Risiko – Regie: Hartmut Kirste
- 1999: Sanft entschlafen – Regie: Hans Gerd Krogmann
- 2000: Nobiltà – Regie: Leonhard Koppelmann
- 2001: Weiße Mäuse – Regie: Ulrich Lampen
- 2002: Der vergessene Zauberspruch – Regie: Annette Kurth
- 2002: Eisenhut – Regie: Maria Ohmer
- 2003: Mondgöttin 513 – Regie: Alexander Schuhmacher
- 2003: Ich war eine Ratte – Regie: Axel Pleuser
- 2004: Ein Vater und seine Tochter – Regie: Ulrich Lampen
- 2005: Jeder Tag ist zweimal morgen – Regie: Michael Utz
- 2006: Eine Tür fällt ins Schloss – Regie: Stefan Hilsbecher
- 2007: Ulrike Maria Stuart – Regie: Leonhard Koppelmann
- 2007: Die Vermessung der Welt – Regie: Alexander Schuhmacher
- 2008: Mieses Karma – Regie: Beatrix Ackers
- 2008: Unser halbes Leben – Regie: Judith Lorentz
- 2009: Hungern un freten – Regie: Ilka Bartels
- 2010: Und das Licht scheint in der Finsternis – Regie: Elisabeth Panknin
- 2010: Das Mädchen, das sterben wollte – Regie: Irene Schuck
- 2010: Kleiner Mann – was nun? – Regie: Irene Schuck
- 2011: Bewirtschaftung von Randgruppen – Regie: Thomas Wolfertz
- 2012: Die Ziege – Regie: Christine Nagel
- 2012: Düsse Petersens (Folge 8: Evakuiert) – Regie: Hans Helge Ott
- 2013: Wie man ein gleichschenkliges Dreieck auf den Kopf stellt – Regie: Hans Gerd Krogmann
- 2013: Düsse Petersens (Folge 10: Hip-Hop) – Regie: Hans Helge Ott
- 2013: Jimi Bowatski hat kein Schamgefühl – Regie: Annette Kurth
- 2014: Geheimsache Labskaus – Regie: Hans Helge Ott
- 2014: Wir – Regie: Christoph Kalkowski
- 2015: Mein Ein und Alles – Regie: Heike Tauch
- 2015: Die Wahrheit über den Fall Harry Quebert – Regie: Leonhard Koppelmann
- 2016: Ein Schnitt unter die Haut – Regie: Andrea Getto
- 2016: Es bleibt spannend – Regie: Hans Gerd Krogmann
- 2021: Die drei ??? – und der Jadekönig – Regie: Heikedine Körting
- 2021: Fünf Freunde – und das rätselhafte Spukhaus – Regie: Heikedine Körting
- 2021: Dankbarkeiten (nach dem gleichnamigen Roman von Delphine de Vigan) – Regie: Irene Schuck
- 2021: Jenseits von Eden – Regie: Christiane Ohaus
- 2023: 9 Millimeter – Autor: Lionel Spycher – Regie: Harald Krewer

## Hörfunk-Features / -Dokumentationen
- 2001: Teurer prachtvoller Old Shatterhand – Marie Hannes und Karl May – Autor: Thomas Gaevert – SWR2 Dschungel, 30 Min.[4]